# Natalie MacLean
 (avril 2020).
Pour les articles homonymes, voir MacLean.
Natalie MacLean est une critique de vin canadienne et une auteure d'ouvrages consacrés au vin.

## Biographie
En plus de son travail publié dans les livres Red, White et Drunk All Over (2006) et Unquenchable (2011), dans ses bulletins électroniques et sur son site Web, les écrits de MacLean ont été inclus dans des publications telles que Epicurious (en), The Guardian, The Age, The Huffington Post, BusinessWeek, Chicago Tribune et Ottawa Citizen.
Les adhésions au site Web de MacLean ont été estimées à plus de 145 000 abonnés. Parmi ses récompenses, il y a le Louis Roederer 2009 Online Wine Writer of the Year et le Jacob's Creek Awards 2003 World's Best Drink Writer,.
En 2012, Natalie MacLean a été accusée de plagiat pour avoir utilisé sans permission les notes de dégustation d'autres critiques de vin sans attribution, et notamment celles de Jancis Robinson.